# Helen Giza
Helen Giza (* 1968 in Church Village, Wales) ist eine britisch-US-amerikanische Managerin. Seit Dezember 2022 ist sie Vorstandsvorsitzende der Fresenius Medical Care AG.

## Leben
Helen Giza wuchs in einer Kleinstadt in Wales auf. Sie schloss in Großbritannien eine Ausbildung zur Zertifizierten Wirtschaftsprüferin ab und erwarb in den USA einen Master of Business Administration an der Kellogg School of Management, der Northwestern University in Evanston, Illinois.
Ihre berufliche Laufbahn begann sie 1991 als Kostenbuchhalterin in der Automobilsparte des US-amerikanischen Mischkonzerns ITT Inc. Von dort wechselte sie 1996 zum Automobilzulieferer Dana Incorporated, wo sie die Leitung der Finanzabteilung übernahm. 1999 wechselte sie in die pharmazeutische Branche und stieg bei Abbott Laboratories ein, wo sie in den ersten Jahren Finanzmanagerin im Bereich Produktion war, bevor sie von 2003 bis 2004 das Controlling für die die Region Asien-Pazifik verantwortete. 2004 wechselte sie in das Controlling von TAP Pharmaceutical Products, einem Gemeinschaftsunternehmen von Abbott und dem japanischen Unternehmen Takeda. Von 2005 bis 2008 hatte sie die Position Vice President & Division Controller inne. Das Joint Venture endete 2008 und Helen Giza wechselte zur Muttergesellschaft Takeda, wo sie Finanzchefin für das US-Geschäft wurde. Von 2018 bis 2019 war sie als Chief Integration & Divestiture Management Officer verantwortlich für die Integration des von Takeda übernommenen Pharmaunternehmens Shire.
Zum November 2019 wechselte Helen Giza in den Vorstand von Fresenius Medical Care, wo sie zunächst für die Finanzen verantwortlich war. Im November 2021 übernahm sie als Chief Transformation Officer zusätzlich die Leitung des Transformationsprozesses des Konzerns. Im Dezember 2022 wurde sie vom Aufsichtsrat einstimmig zur Vorstandsvorsitzenden gewählt, wobei sie bis September 2023 weiterhin als Finanzvorständin amtierte.
Entsprechend dem von ihr vorbereiteten Transformationsprozess wurde zum 1. Januar 2023 ein neues Betriebsmodell eingeführt, das sich nicht mehr an Regionen orientiert, sondern das Geschäft in zwei globale Segmente aufteilt, zum einen das Produktgeschäft, zum anderen den Bereich der Gesundheitsdienstleistungen. Außerdem wurde auf einer außerordentlichen Hauptversammlung im Juli 2023 die Änderung der Rechtsform von einer Kommanditgesellschaft auf Aktien in eine deutsche Aktiengesellschaft genehmigt, die zum 30. November 2023 vollzogen wurde.
Helen Giza ist verheiratet und hat einen Sohn.

## Auszeichnungen
Im März 2023 wurde Helen Giza in den CEO-Council des Wall Street Journals aufgenommen.